# Герилски рат
Герилски рат, партизански рат или мали рат, је у војној терминологији скуп борбених дејстава која изводе јединице у позадини противника, иза борбеног распореда, на споредним правцима и правцима комуникација. Мали рат је у суштини посебан начин употребе војних јединица мање бројности, за разлику од нормалног (великог) рата који се изводи главним снагама на линији фронта. Понекад се малим ратом означавају и партизански, герилски и револуционарни ратови. Герилски рат се састоји у кориштењу малих али покретних јединица које изводе заседе, препаде и саботаже, у сврху слабљења непријатељске логистике и морала како би га се дугорочно онеспособило за даље вођење ратних операција.
Герилску стратегију могу примјењивати и редовна војска и нередовне, устаничке односно паравојне формације, а у правилу је примењује страна која је бројчано, технички или на други начин инфериорна непријатељу који примјењује „конвенционалну” стратегију. Успешан партизански рат прераста у „конвенционални” рат, релативним изједначавањем по снази са непријатељем, стварањем регуларне војске и успостављањем чврстих фронтова. Герилска стратегија, поготово у 20. и 21. веку, представља карактеристику разних политичких покрета који своје циљеве настоје да остваре оружаном борбом; зато се ти покрети понекад називају и герилским покретима; за припаднике таквих паравојних формација се користи израз герилци или партизани. Израз герила се понекад користи и за неке мирнодопске делатности, ако се обављају мимо устаљених правила, као на пример герилски маркетинг или герилска кинематографија.

## Етимологија
Назив герила потиче из шпанског језика где реч guerrilla doslovno значи ратић, односно деминутив за реч рат (guerra). У друге језике је ушла захваљујући наполеонској кампањи на Пиринејском полуострву (1808–1813), током које су Наполеонове француске снаге на самом почетку окупирале Шпанију, али после нису могле да се носе с герилцима који су уживали широку подршку међу становништвом. То је оставило снажан утисак на европску јавност и нагризло фаму о Наполеоновој непобедивости и војничком генију.
У шпанском језику се за герилца користи израз guerrillero, док је с временом сама реч guerrilla постала синоним за герилски покрет или герилске паравојне формације.

## Историја

### Шпански рат за независност
Појам гериле је настао током Наполеонове кампање на Пиринејском полуострву (1808 - 1813), приликом које су француске снаге на самом почетку окупирале Шпанију, али се после нису могле носити с герилцима који су уживали широку подршку међу становништвом. Регуларна шпанска војска није била одмах уништена, али је низала пораз за поразом:
Током читавог рата, остао је известан део земље неокупиран. Па и после личне интервенције Наполеонове, разбијања шпанске регуларне војске 1809, распуштања Централне хунте, родољуби се склањају у Кадиз који постаје престоница независне Шпаније. Герилски отпор се наставља, али са омасовљењем герилских одреда дошло је до опадања њихове војничке моћи:
Маркс и Енгелс оцењују да је до шпанских пораза долазило понајвише због слабости руководства и недостатка војне дисциплине герилских јединица:
Упркос свему, дуготрајан шпански отпор је оставио снажан утисак на европску јавност и нагризао утисак о Наполеоновој непобедивости и војничком генију.

### Кинески грађански рат
Кинески грађански рат се, с дужим прекидом, водио од 1927. до 1950. године, између владе Републике Кине и побуњеника на челу са Комунистичком партијом Кине. Из герилских одреда, после пораза Прве велике револуције (од 1925—27), израсла је кинеска Црвена армија. Вођа кинеске револуције Мао Цедунг више пута је наглашавао њен партизански карактер, истовремено одбацујући „партизанштину" у смислу недостатка јединства и дисциплине:
Ми смо против „партизанштине" Црвене армије, али морамо признати њен партизански карактер. Ми смо против дуготрајних операција и против стратегије са брзим решењем, док верујемо у стратегију дуготрајног рата и у операције са брзим решењем. Ми смо против непокретних оперативних фронтова позиционог ратовања, ми верујемо у покретне оперативне фронтове и у маневарски рат... Партизански карактер је одлика Црвене армије, предност за нас и средство помоћу ког тучемо непријатеља. Ми смо спремни да се ослободимо овог својства, али то не можемо учинити сада. Ово својство постаће непожељно у будућности и мораће се одбацити, али је оно данас драгоцено и морамо се чврсто држати њега.— Мао Цедунг
У октобру 1934. године је Прва фронтална армија Кинеске Совјетске Републике била под тешким ударом снажније војске Чанг Кај Шека. Како би избегла потпуно уништење, армија је под командом Мао Цедунга и Чоу Енлаја извршила велико полукружно повлачење према северу Кине у укупној дужини од 12 500 км и у трајању преко 370 дана. Маршрута је ишла преко једних од најнепроходнијих региона западне Кине, све до северне провинције Шанси, а успут су пробијене четвороструке блокаде Куоминтанга. Дуги марш је у кинеској историји остао упамћен као један легендарних подвига кинеских комунистичких герилаца. У маршу је учествовало 130 000 бораца, од којих је преживело само 10% њих. Маово вођење армије током Дугог марша осигурало му је велику популарност.

### Народноослободилачка борба Југославије
Партизански рат је, већ од 1941. године, био основна форма народноослободилачке борбе, која је брзо прерасла у масован, свенародни оружани устанак и рат. За разлику од других покрета отпора, партизански рат у Југославији није био тек помоћна форма уз илегалну активност у градовима или уз дејство регуларне војске (које на почетку устанка није било). Искуство устанка у Србији (1941) показало је да оружани устанак треба развијати не само у масовност, то јест квантитативно, већ и квалитативно. Показало се да се мора прећи на стварање правих војних јединица, способних да напусте своју територију и да ратују где год је потребно.
У току самог рата, већ прве године, из партизанских одреда организовано израстају регуларне војне јединице, невезане за територију, и ствара се нова регуларна југословенска војска. Народноослободилачка војска развија се све време рата без икакве материјалне помоћи споља, све до пред крај рата, наоружавајући се у борби од непријатеља. Уз нову регуларну армију су упоредо наставили да се организују и дејствују партизански одреди. Тако је народноослободилачка војска примењивала комбинацију партизанског ратовања са фронталним борбама.
Устанак је од самог почетка организовано вођен од стране КПЈ, као „перманентни рат до истребљења — против окупатора и домаћих издајника.”

## Обележја
Партизански рат је облик оружане борбе који омогућава борбу против вишеструко бројнијег и технолошки надмоћнијег противника. То се постиже избегавањем уништења у неповољним околностима, те стварањем привремене бројчане надмоћи ради уништења непријатељских делова:
Наша стратегија је „један против десет", док је наша тактика „десет против једног" — такво јединство супротности је један од закона помоћу којих савлађујемо непријатеља... Ми наносимо пораз великом броју малим бројем — то је оно што говоримо управљачима Кине у целини. Ипак ми наносимо пораз малом броју великим бројем — то је оно што говоримо непријатељу који дејствује на бојном пољу.— Mao Ce Tung
Развојем партизанског рата, борба против окупатора се наставља и након што је државна територија окупирана. Партизанским обликом оружане борбе агресору се намеће дуготрајна исцрпљујућа оружана борба и продужетак рата. Циљ герилског начина ратовања је да се снаге окупатора развлаче по целом ратишту и постепено сламају, а снаге ослободилаца непрекидно расту и јачају, предузимањем огромног броја напада, уз свестрану подршку становништва.
Главне карактеристике партизанског рата су офанзивност, држање иницијативе и избегавање крутих фронтова. Партизански рат је често по свом карактеру општенародни, па у њему учествују и оне категорије становништва које су најчешће поштеђене учешћа у „регуларном” рату (жене, деца и сл.).